# Jean de Grolée (prévôt)
Jean de Grolée, né en 1401 et mort le 14 janvier 1459, est un prélat du XVe siècle, au service du duc, puis pape Amédée VIII, issu de la famille de Grolée.

## Biographie

### origines
Jean de Grolée en 1401, appartient à la famille noble de Grolée, originaire du Bugey. Il est le fils de Gui/Guy de Grolée, chevalier et seigneur de Saint-André-de-Briord, et de Bonne de Challant,, dame d'honneur de la comtesse de Savoie. Les Grolée et les Challant sont tous deux de grands lignages aristocratiques savoyards.
Ainsi, Bonne de Challant est la fille du seigneur Aymon II, au service de la maison de Savoie, et de Fiorina Provana (it). Parmi ses frères, on peut citer Boniface, maréchal de Savoie ; Guillaume, évêque de Lausanne ; et Antoine, cardinal et archevêque de Tarantaise.
Jean de Grolée a une sœur, Marguerite, qui épouse Pierre Bonivard.

### Carrière religieuse
En 1412, il obtient du pape Jean XXIII un canonicat et une prébende à Cambrai.
Il est chanoine, puis custode, de Saint-Jean de Lyon, en 1417, mais admis au chapitre en 1425,. Il est également chanoine de Lausanne, en 1426.
Il vit à Rome auprès du cardinal Louis Aleman, son parent.
En 1434, il est délégué au concile de Bâle.
En 1438, il est vicaire général de Tarentaise. Il obtient la commende du prieuré de Meillerie
Alors qu'il est un prêtre séculier, il obtient, en 1437, du pape Eugène IV, la prévôté du Grand-Saint-Bernard, alors que cela est interdit par les Constitutions de la Congrégation. Il succède à Jean D'arces en 1438/1439.
Proche du pape Félix V (ancien duc Amédée VIII), il obtient de ce dernier lorsqu'il devient pape plusieurs offices. Il le fait son vice-chancelier. Il lui donne le vicariat général du diocèse de Genève, en 1444, avant d'en obtenir l'administration, en 1451,. L'année suivante, il est prieur commendataire de Saint-Victor de Genève,.
Il participe, en 1447, aux conférences de Lyon et de Genève, au cours desquels le pape Félix V rencontrent les princes.
Lorsque Félix V renonce, c'est Jean de Grolée qui apporte le document au pape Nicolas V. Il est fait trésorier du Saint-Siège, sous son pontificat.  
I: est fait commissaire royal en Dauphiné, en 1456.  
Il renonce à la prévôté de Saint-Bernard vers la fin de l'année 1458.
Jean de Grolée meurt le 14 ou le 20 janvier 1459.

## Armes
Jean de Grolée porte : gironné d'or et de sablen brisé d'un croissant de … au premier giron de chef.
Ses armes sont présentes sur son sceau de prévôt et sur son sceau d'administrateur de Genève.